# Atotoztli I
Para su tatara tatara nieta véase Atotoztli II.
Atotoztli I (náhuatl: Ātōtōztli; ā- ‘agua’ y -tōtōztli ‘loro amarillo’ ó ‘ave’: ‘loro amarillo acuático’ ó ‘ave acuática’)  también conocida como Atototzin, fue una princesa tolteca de Colhuacan, miembro de la Casa de Culhuacán y reina consorte de Coatlichan por matrimonio. Es conocida por ser la razón involuntaria de haber estallado la Guerra de Yacanex en el Imperio Chichimeca.

## Familia
Atotoztli era hija del rey Achitométl de Culhuacán y de la reina Xolocihuatl de Culhuacán. Su hermana era Ilancuéitl, fundadora dinástica de México-Tenochtitlan. Se casó con el príncipe Huetzin de Coatlinchán.

## Origen
Después de que el reino de Culhuacán fuera anexado por la fuerza al imperio chichimeca durante los tiempos del rey Nauhyotzin, el rey Achitométl fue leal a su emperador, Xólotl. Cuando Xólotl ordenó que Atotoztli se casara con el príncipe Huetzin de Coatlinchan, todos acataron la orden excepto Yacanex, un señor de Tepetlaoztoc. Yacanex quería casarse con Atotoztli, pero al no poder conseguir el matrimonio encabezó una rebelión contra Xólotl.

## La guerra de Yacanex
Atotoztli fue enviada lejos de Culhuacán por embarcación cuando su padre, el rey Achitométl, se enteró de que el ejército de Yacanex se dirigía a la ciudad para tomar a Atotoztli por la fuerza. El códice Xolotl, muestra a Atotoztli abandonando su reino llorando. Junto con su hermana, Atotoztli fue llevada sana y salva a Coatlinchan, el reino de su prometido.
Una vez en Coatlinchan, Atotoztli logró casarse con Huetzin. Yacanex continuó la rebelión, reuniendo más apoyo de otros reinos. Yacanex insistió en capturar a Atototzli, lo que llevó a que su ejército se enfrentara a Huetzin y al ejército chichimeca. Cuando Yacanex perdió la guerra, el matrimonio de Atotoztli con Huetzin estuvo asegurado.

## Reinado
Aunque Atotoztli ingresó a la Casa de Coatlinchán por matrimonio, fue su linaje tolteca el que trajo prestigio, poder y legitimidad a Coatlinchán. Se convirtió en reina consorte de Coatlinchan. Sus hijos con Huetzin aseguraron para la Casa de Coatlinchan la autoridad que proviene de ser descendientes de Topiltzin Quetzalcóatl, y por ende herederos políticos de los toltecas. Topiltzin Quetzalcóatl y el linaje tolteca funcionaron como símbolos políticos para legitimar el poder imperial, especialmente porque estos reinos querían emular al desaparecido Imperio tolteca. Atotoztli, al establecer su poder en Coatlinchán, hizo que disminuyera el protagonismo de Culhuacán, a tal punto que el reino fue incorporado a Coatlinchán.

## Descendencia
Atotoztli fue una ancestra de muchos emperadores aztecas: como los reyes de Texcoco.

## Etimología de su nombre
Su nombre en náhuatl se traduce como «loro amarillo acuático»: ā-tl ‘agua’ y -tōtōz-tli ‘loro amarillo’, sin embargo también se traduce como «ave acuática»: ā-tl ‘agua’ y -tōtō-ztli ‘ave'.
En el glifo antroponímico de la primera traducción hay una duplicación de tōztli ‘loro amarillo’ en tōtōz-tli, representada por dos cabezas o plumas amarillas.